# Saluån

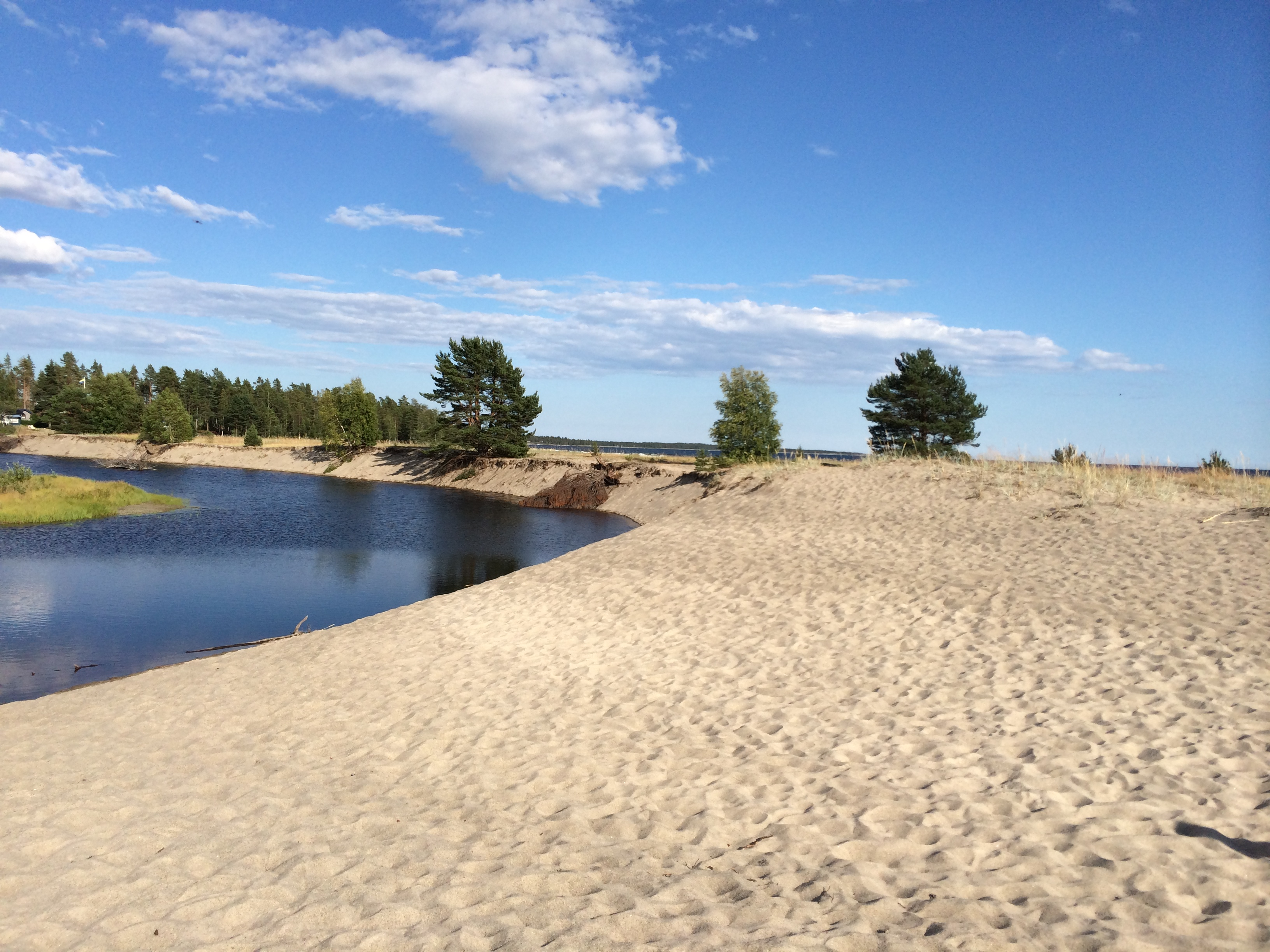
Saluåns utlopp vid Saluböle.

Saluån är cirka 20 kilometer lång och mynnar ut vid Salusand som ligger 45 kilometer norr om Örnsköldsvik. Saluån har endast tillflöden från små bäckar, saknar helt större sjöar och är därför känslig för torka och regn. Vid Kvarnbacken finns en laxtrappa. Fiskarter i ån är bäcköring och havsöring.